# Spartan Health Sciences University
Spartan Health Sciences University ist eine medizinische Lehrstätte und for-profit Privatuniversität in Vieux Fort in St. Lucia in der Karibik. Die Hochschule verleiht den Doctor of Medicine (MD). Der Titel ist in 46 US-Bundesstaaten anerkannt.

## Geschichte
Spartan Health Sciences University wurde am 7. Januar 1980 in St. Lucia gegründet. Sie firmierte zunächst unter dem Namen St. Lucia Health Sciences University. Der erste Campus befand sich in Castries, der Hauptstadt. Im November 1983 wurde die Hochschule in „Spartan Health Sciences University“ umbenannt und nach Vieux Fort verlegt.

## Lehre
Das MD-Programm der Universität ist ein Kurs aus zehn Trimestern. Die Trimester 1 bis 5 werden in St. Lucia abgeleistet; die Semesters 6 bis 10 bestehen aus 80 Wochen klinischen Studiums, die in Lehrkrankenhäusern abgeleistet werden, die von der Universität zugelassen sind.
Die Universität unterhält auch eine Pflegeschule. Die Pflegeausbildung wurde von der Regierung von St. Lucia mit einem Lehrplan ausgestattet und wird unter der Lizenz der Universität erteilt. Sie ist auch vom Monitoring Committee von St. Lucia anerkannt, damit Standards vergleichbar mit denen des Liaison Committee of Medical Education des Department of Education der Vereinigten Staaten erreicht werden. Eine School of Veterinary Medicine (Tierarztschule) wurde am 14. Januar 2015 eröffnet und entstand in Zusammenarbeit mit Techmedics Inc.

## Akkreditierung
Spartan Health Sciences University ist rechtlich in St. Lucia angesiedelt (chartered and licensed). Die Universität ist in der Foundation for Advancement of International Medical Education and Research (FAIMER), International Medical Education Directory (IMED) und in der WHO Directory of Medical Schools (Avicenna Directory for medicine) gelistet. 2013 wurde Spartan von der Caribbean Accreditation Authority for Education in Medicine and other Health Professions akkreditiert.

### Lizenzierungsbeschränkungen
In den Vereinigten Staaten haben die Lizenzierungsbehörden der folgenden Bundesstaaten die Universität anerkannt:
- Kalifornien[11]
- Indiana[12]
- North Dakota[13]
- Kansas[14]

Im Vereinigten Königreich hat das General Medical Council Spartan als Institution anerkannt, deren Graduierte (deren Kurse vor dem 31. Dezember 2008 begonnen haben) nicht für Lizenzierung tauglich sind.